# 吉兆

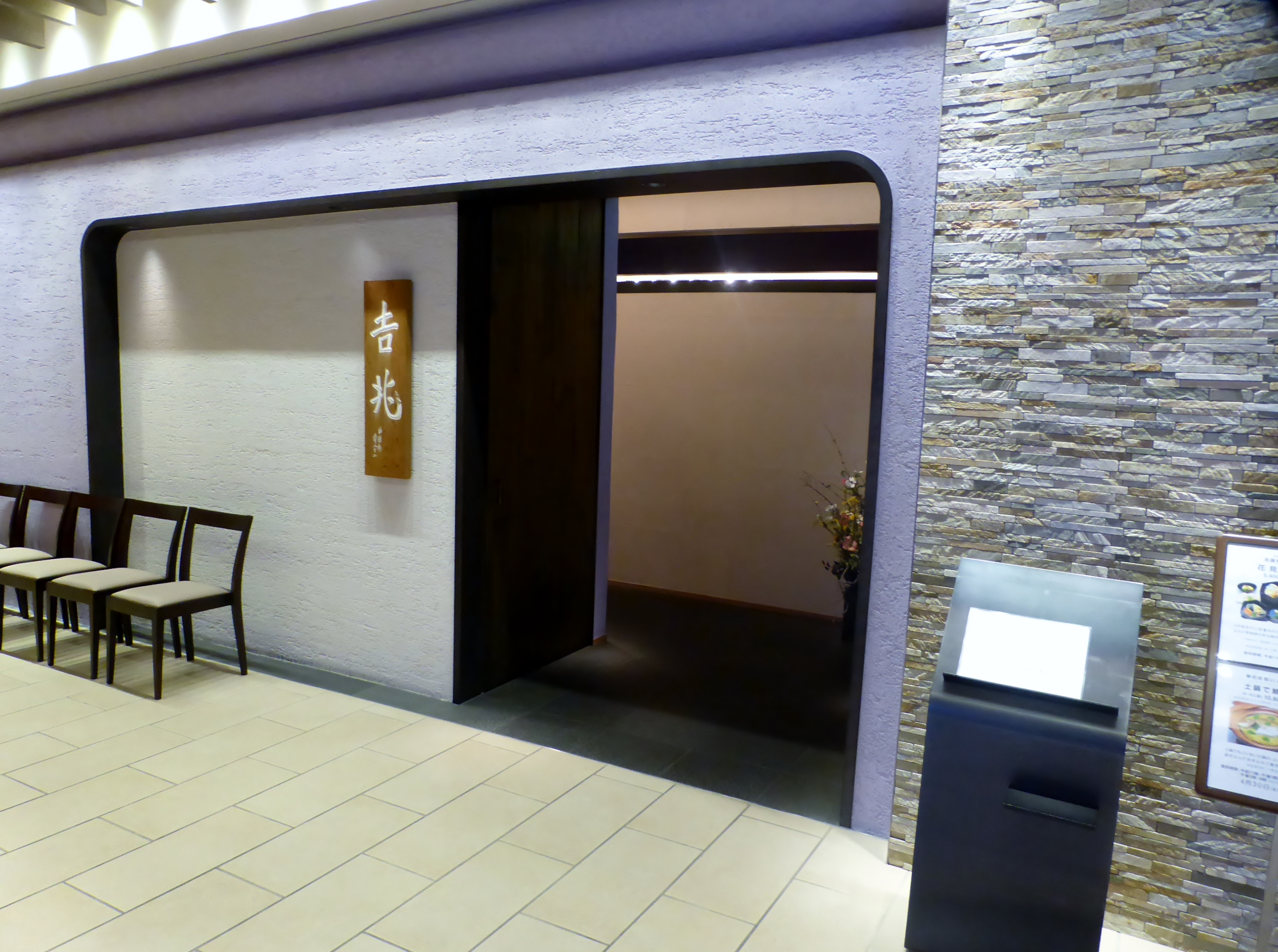
高丽桥吉兆总店

吉兆（日语：／ Kitchō */?），是一座位于日本大阪府大阪市中央區高麗橋的料亭，與新喜樂、金田中並稱日本三大料亭。店名的正式寫法是（上土下口）。

## 历史
1930年11月21日由汤木贞一创建于大阪市西区，最初叫「御鲷茶处吉兆」。「吉兆」名称来源于西宮神社和今宫戎神社在毎年1月10日前后三天举行的仪式活动赠与儿童的宝袋，1939年成立株式会社吉兆，1945年店铺在大阪大空襲被烧毁，1946年开始陆续在日本神户市、京都市、东京都开设分店，1969年在《生活手帖》上开始连载故事。1997年创始人汤木贞一去世，各分店将给多个子女经营。